# خیز قاره‌ای

دیاگرام مقطع عرضی یک حوضه اقیانوسی

خیز قاره‌ای (به انگلیسی: Continental rise) عارضه‌ای زیرآبی است که پس از شیب قاره‌ای وجود دارد. پس از شیب قاره‌ای تند که شیب آن به ۷۰ متر در کیلومتر می‌رسد، شیب قاره‌ای تند تبدیل به شیب ملایم‌تری به نام خیز قاره‌ای یا خیزگاه قاره‌ای می‌شود که میزان شیب آن ۴ متر در هر کیلومتر است. بر خلاف شیب قاره‌ای که پهنای آن ۴۰ کیلومتر است، پهنای خیز قاره‌ای ممکن است به صدها کیلومتر برسد.